# Lina Fuhr

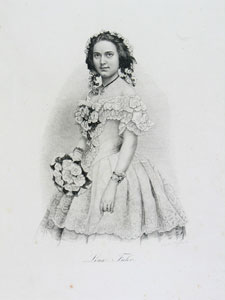
Auguste Hüssener, Lina Fuhr

Lina Fuhr, eigentlich Karoline Fuhrhaus, auch Lina Waldau (* 28. Juli 1828 in Kassel; † 15. Mai 1906 in Berlin) war eine deutsche Schauspielerin.

## Leben
Lina Fuhr wurde als Karoline Fuhrhaus, Tochter eines kurfürstlichen Kammerrates an der Oberfinanzkammer in Kassel, geboren. Sie trat bereits im Kindesalter in der Rolle des Otto in Müllners Stück Die Schuld in Hannover auf, war später auf vielen großen Bühnen Europas zu sehen und hatte ihr letztes Engagement in Berlin. Sie debütierte 1845 am Stralsunder Theater und hatte dann Engagements in Stettin und am Hoftheater in Stuttgart. Weitere Stationen waren Dresden, Wien und 1854 London, wo sie mit Emil Devrient und Ludwig Dessoir gastierte und besonders in der Rolle der Ophelia gefiel.
Von 1849 bis 1852 hatte sie ein Engagement am Thalia Theater in Hamburg, danach wechselte sie an die Berliner Hofbühne, wo sie in der Rolle des Gretchen debütierte. Ihre Abschiedsvorstellung gab sie am 11. November 1860 als Leonore in der Verschwörung des Fiesco zu Genua.
1860 zog sie sich ins Privatleben zurück. Sie heiratete den Augenarzt und Geheimen Sanitätsrat Dr. Adolf Ernst Waldau (1822–1895), der seine Praxis und Wohnung im Königsmarckschen Palais in der Mauerstraße 36  hatte. Aus der Ehe gingen die Töchter Wilhelma und Lina hervor. Auf derselben Etage wie die Familie Waldau wohnte Gustav Gans zu Putlitz mit seiner Familie.
1904 veröffentlichte sie ihre Lebenserinnerungen unter dem Titel Von Sonne und Sorgen. Erinnerungen aus Kunst und Leben. Darin erwähnt sie auch die rege Korrespondenz mit Kaiser Wilhelm I., der der Pate ihres ältesten Kindes war. Ein Bildnis Lina Fuhrs befindet sich in der Nationalgalerie in Berlin.
Lina Fuhr starb 1906 im Alter von 77 Jahren in Berlin. Beigesetzt wurde sie auf dem Alten Zwölf-Apostel-Kirchhof in Schöneberg, wo elf Jahre zuvor bereits ihr Mann seine letzte Ruhestätte gefunden hatte. Beide Gräber sind nicht erhalten.